# كاثلين دورست
كاثلين دورست (بالإنجليزية: Kathleen Dorsett)‏ هي مُدرسة أمريكية، ولدت في 2 يوليو 1974.